# Prisciano

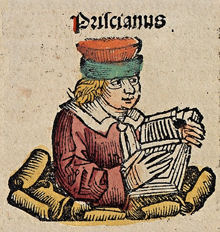
Miniatura de Prisciano en Las Crónicas de Núremberg (1493).

Priscianus Caesariensis (fl. 500), más conocido como Prisciano, fue un importante gramático del latín, nacido en Caesarea, Mauritania, (en la actualidad la ciudad de Cherchell en Argelia). Según Casiodoro enseñó latín en Constantinopla.

## Obras

### Institutiones Grammaticae
Su obra más importante es una gramática del latín que recibe el nombre de Institutiones Grammaticae. Los primeros dieciséis libros tratan de los sonidos, de los procedimientos para formar las palabras, prefijos, infijos y sufijos, así como de las declinaciones y las conjugaciones; en la terminología actual tratan de la fonética y la morfología latinas. Los dos últimos libros, que por sí mismos constituyen casi una tercera obra completa, se dedican a la sintaxis. Esta obra, escrita en latín, hace referencia constante a aquellos autores griegos y romanos, cuyos escritos han desaparecido. Fue el libro de texto para enseñar gramática latina en algunas escuelas medievales. Además proporcionó los conocimientos necesarios para que en los siglos XIII y XIV apareciera el estudio de los fundamentos de la gramática, lo que se conoce como la teoría lógica del lenguaje.
Los ejemplos ilustrativos que incluye la obra han permitido preservar fragmentos de autores latinos que de otro modo se hubiesen perdido, incluyendo a Ennio, Pacuvio, Accio, Lucilio, Catón y Varrón. Pero los autores que menciona con mayor frecuencia son Virgilio, Terencio, Cicerón y Plauto. También cita a Lucano, Horacio, Juvenal, Salustio, Estacio, Ovidio, Livio y Persio.
El gramático fue mencionado por varios autores británicos en el siglo VIII –San Aldhelm, Beda, Alcuino– y fue resumido o ampliamente citado en el siglo siguiente por Rabano Mauro de Fulda y Servatus Lupus de Ferrières. Sus manuscritos contienen indicaciones para ser copiados por el empleado de la corte imperial Flavius Theodorus, existiendo cerca de un millar de manuscritos derivados de tales copias. La mayoría de las copias contienen los libros I a XVI  (a veces llamados Priscianus major); algunos (con los tres libros de Ad Symmachum) contienen los libros XVII y XVIII (Priscianus minor). Unas pocas copias contienen ambas partes. Los manuscritos más tempranos que se han conservado datan del siglo IX, aunque existen fragmentos más antiguos.

### Obras menores
- Tres tratados destinados a Symmachus (suegro de Boecio): Uno sobre pesos y medidas. El segundo sobre la métrica de Terencio. El tercero  (Praeexercitamina) una traducción del griego al latín de los ejercicios retóricos de Hermógenes.
- Sobre el nombre, el pronombre y el verbo (De nomine, pronomine, et verbo), un resumen de parte de sus Institutiones, para servir de texto en las escuelas.
- Partitiones xii. versuum Aeneidos principalium, otra ayuda pedagógica usando preguntas y respuestas para analizar los primeros 12 versos de la Eneida. Primero se discute la métrica, se escruta cada verso y cada palabra es exhaustivamente examinada.
- Un panegírico a Anastasio (491-518), escrito en 512.[1] Poema de 312 hexámetros con una corta introducción a la yámbica.
- Una traducción en verso de los 1087 hexámetros de la Periégesis de Dionisio.

## Ediciones críticas
- A. Schönberger: Priscians Darstellung der lateinischen Pronomina: lateinischer Text und kommentierte deutsche Übersetzung des 12. und 13. Buches der Institutiones Grammaticae, Frankfurt am Main: Valentia, 2009, ISBN 978-3-936132-34-2 (traducción alemana de los libros 12 y 13).
- A. Schönberger: Priscians Darstellung der lateinischen Präpositionen: lateinischer Text und kommentierte deutsche Übersetzung des 14. Buches der Institutiones Grammaticae, Frankfurt am Main: Valentia, 2008, ISBN 978-3-936132-18-2 (traducción alemana del libro 14).
- A. Schönberger: Priscians Darstellung der lateinischen Konjunktionen: lateinischer Text und kommentierte deutsche Übersetzung des 16. Buches der Institutiones Grammaticae, Frankfurt am Main: Valentia, 2010, ISBN 978-3-936132-09-0 (traducción alemana del libro 16).
- A. Schönberger: Priscians Darstellung der lateinischen Syntax (I): lateinischer Text und kommentierte deutsche Übersetzung des 17. Buches der Institutiones Grammaticae, Frankfurt am Main: Valentia, 2010, ISBN 978-3-936132-10-6.